# Ophisops microlepis
Ophisops microlepis es una especie de lagarto de la familia Lacertidae, propia del centro y noreste de la India, Bangladés. (?)